# Lõpe (Jõgeva)
Lõpe is een plaats in de Estlandse gemeente Jõgeva, provincie Jõgevamaa. De plaats heeft 13 inwoners (2021) en heeft de status van dorp (Estisch: küla). In 2009 had het dorp nog 21 inwoners.
De Tugimaantee 36, de secundaire weg van Jõgeva naar Mustvee, komt langs Lõpe. Langs de noordgrens van de plaats loopt de rivier Pedja.

## Geschiedenis
Lõpe werd voor het eerst genoemd in een Poolstalig document uit 1599 onder de naam wieś Lopus (dorp Lopus). In 1601 stond het dorp bekend onder de naam Loppell. Het lag op het landgoed dat toebehoorde aan de kerk van Lais (Laiuse).
Tussen 1977 en 2000 maakte Lõpe deel uit van het buurdorp Raaduvere.